# Kroningsdeksel
De Kroningsdeksel, ook wel koningsdeksel, is een reclameuiting als wel een artistiek kunstwerk dat men in elke Nederlandse gemeente kan aantreffen.

## Geschiedenis
De firma Aquafix Milieu bedacht rond de troonswisseling in Nederland op 30 april 2013 een reclameactie. Het bedrijf, gespecialiseerd in de waterbeheersing in Nederland, gaf aan industrieel ontwerper Paul Bausch opdracht een putdeksel te ontwerpen. Hij kwam met een gestileerde afbeelding van Willem-Alexander (voorgrond) en Máxima Zorreguieta (achtergrond) en profil naar links kijkend. Onder de portretten zijn de Nederlandse koningskroon en “2013” afgebeeld. Boven het portret staat de firmanaam. Het idee ontstond toen Beatrix der Nederlanden de troonswisseling op 28 januari 2013 aankondigde en er ook bekend werd dat Willem-Alexander zijn baan op het gebied van watermanagement moest opgeven. 
De firma Fondatel Lacomte fabriceerde de putdeksels in een oplage met de bedoeling alle 408 gemeenten in Nederland een exemplaar ter beschikking te stellen. Het was de bedoeling de deksel centraal in de gemeenten te plaatsen. Overigens weegt die deksel circa 50 kilogram en de deksel zou tussen de 30 en 50 jaar mee kunnen gaan; het gebruikte materiaal is gietijzer en beton. De opzet slaagde niet geheel, binnen de provincie Flevoland nam bijvoorbeeld Almere de deksel niet in ontvangst, nam Urk het wel aan, maar plaatste hem niet, Zeewolde liet er zeven plaatsen. Extra losse bestellingen waren mogelijk gemaakt, waarbij een deel van de opbrengsten gingen naar Stichting Kinderen Kankervrij en het Prinses Máxima Centrum. Emmeloord plaatste het op Harmen Visserplein, Dronten op het Koning Willem-Alexanderplein. In thuisplaats Mijdrecht gemeente De Ronde Venen werd de deksel gelegd in de Dorpsstraat. 
De putdeksel die het dichtst bij de inhuldigingsplaats de Nieuwe Kerk in Amsterdam ligt, ligt in de Eggertstraat, vernoemd naar Willem Eggert een van de grondlegers van die kerk. Het straatje dat tot circa 1865 Ellendigesteeg heette ligt direct ten oosten van de kerk. 